# Mandy Wötzel
Mandy Wötzel (Chemnitz, 21 luglio 1973) è un'ex pattinatrice artistica su ghiaccio tedesca, specializzata nel pattinaggio artistico su ghiaccio a coppie.

## Palmarès
Con Ingo Steuer 
GP: Champions Series (Grand Prix)
| Internazionali            | Internazionali | Internazionali | Internazionali | Internazionali | Internazionali | Internazionali |
| Evento                    | 1992–93        | 1993–94        | 1994–95        | 1995–96        | 1996–97        | 1997–98        |
| ------------------------- | -------------- | -------------- | -------------- | -------------- | -------------- | -------------- |
| Giochi olimpici invernali |                | R              |                |                |                | 3°             |
| Campionati mondiali       | 2°             | 4°             | 5°             | 2°             | 1°             |                |
| Campionati europei        | 2°             | 5°             | 1°             | 2°             | 2°             |                |
| GP Finale                 |                |                |                | 3°             | 1°             | 2°             |
| GP Cup of Russia          |                |                |                |                | 1°             |                |
| GP Nations Cup            |                |                |                | 2°             | 1°             | 1°             |
| GP NHK Trophy             |                |                |                | 2°             |                |                |
| GP Skate Canada           |                |                |                |                | 1°             |                |
| GP Trophée Lalique        |                |                |                |                |                | 2°             |
| Nations Cup               | 1°             | 2°             | 1°             |                |                |                |
| NHK Trophy                |                |                | 3°             |                |                |                |
| Piruetten                 | 1°             |                |                |                |                |                |
| Skate Canada              | 1st            |                |                |                |                |                |
| Trophée de France         |                |                | 3°             |                |                |                |
| Nazionali                 |                |                |                |                |                |                |
| Campionati tedeschi       | 1°             |                | 1°             | 1°             | 1°             |                |
| R = Ritirati              |                |                |                |                |                |                |

 Con Axel Rauschenbach 
| Internazionali                     | Internazionali | Internazionali | Internazionali | Internazionali | Internazionali |
| Evento                             | 1987–88 (GDR)  | 1988–89 (GDR)  | 1989–90 (GDR)  | 1990–91 (GER)  | 1991–92 (GER)  |
| ---------------------------------- | -------------- | -------------- | -------------- | -------------- | -------------- |
| Giochi olimpici invernali          |                |                |                |                | 8°             |
| Campionati mondiali                | 8°             |                | 7°             |                |                |
| Campionati europei                 | 5°             | 2°             |                | 5°             | 6°             |
| Skate America                      |                |                |                | 3°             |                |
| Trophée de France                  |                | 2°             | 1°             |                |                |
| Nazionali                          |                |                |                |                |                |
| Campionati tedeschi                |                |                |                | 1°             | 2°             |
| Campionati della Germania dell'Est | 2°             | 1°             | 1°             |                |                |